# 弗朗西斯科·西尔维拉
弗朗西斯科·西尔维拉·德勒维列乌泽（西班牙語：Francisco Silvela y de Le Vielleuze，1845年12月15日—1905年5月29日) ，西班牙保守党政治人物。他曾在马丁内斯·坎波斯内阁中出任内政大臣，在卡诺瓦斯内阁担任恩典与司法大臣和内政大臣。在卡诺瓦斯遇刺后成为保守党党首，两次担任首相。在第一届内阁中兼任外交大臣，第二次内阁中兼任海军大臣。

## 早年生活
1845年12月15日出生于马德里，是家里的第四个孩子。父亲弗朗西斯科·奥古斯丁·西尔维拉是一名律师和政治家，曾在1838年担任内政大臣。在马德里大学法学院毕业后，1862年进入西班牙皇家法学院学习。

## 进入政坛
1870年，他被选为阿维拉省制宪会议代表，加入卡诺瓦斯领导的保守势力，从此开始从事政治活动。在六年民主时期和第一共和国时代，他拒绝从事任何政治活动。
波旁王朝复辟后，他在阿维拉省彼德拉伊塔市多次被选为制宪会议议员。1879年，他在马丁内斯·坎波斯内阁中被任命为内政大臣。他的福利体系改革引起了弗朗西斯科·罗梅罗·罗夫莱多的反对。他在复辟后的保守主义者中脱颖而出，捍卫了西班牙的宪法和民主体系，也因此与保守党领袖卡诺瓦斯关系紧张。1885年担任恩典与司法大臣。1881年成为保守党副党首。
1890年短暂担任外交大臣，但在与保守党领袖和解之前，他选择了辞职，并组建了新的政治团体：西尔维亚主义者。该计划的一个重要部分是对市政府进行全面改革，以此作为建立政治道德的基础，从而阻碍议会的运作和将地方政治用于选举目的。他还试图进行再生主义改革，他的愿望被安东尼奥·毛拉-蒙塔内尔继承。

## 担任首相
1897年，保守党领袖卡诺瓦斯被暗杀，西尔维亚击败党内其他候选人成为保守党党首。1899年3月担任首相，兼任外交大臣。他的政府签订了《德西条约》，将太平洋上西属东印度群岛的剩余部分以2500万比塞塔的价格卖给德国。1902年末再次组阁，兼任海军大臣。许多20世纪初期的西班牙政客都曾在西尔维亚内阁中任职，例如毛拉，达托等等。

## 退休生活
1903年7月卸任首相后退休。1905年担任马德里和萨拉戈萨阿利坎特铁路公司董事长。1905年5月29日于马德里逝世，享年61岁。

## 家庭与个人生活
西尔维拉还是一位作家，他撰写了许多史学和法学著作以及散文。他还是西班牙皇家道德与政治学院、皇家法学院和皇家历史学院会员。西尔维拉有两个孩子。